# Phaenopoma
Phaenopoma Simon, 1895 è un genere di ragni appartenente alla famiglia Thomisidae.

## Distribuzione
Le tre specie note di questo genere sono state rinvenute in Africa centrale e in Sudafrica

## Tassonomia
Non sono stati esaminati esemplari di questo genere dal 1961.
A dicembre 2014, si compone di tre specie:
- Phaenopoma milloti Roewer, 1961 — Senegal
- Phaenopoma nigropunctatum (O. P.-Cambridge, 1883)[2] — Sudafrica
- Phaenopoma planum Simon, 1895 — Sierra Leone